# Jeanne de Joigny
Jeanne de Joigny (née vers 1300, morte le 21 novembre 1336) est comtesse de Joigny, en Champagne et comtesse d'Alençon par son mariage. Elle est la fille de Jean II, comte de Joigny, et d'Agnès de Brienne.

## Biographie
Vers 1324, à la mort de son père Jean II de Joigny, elle devient comtesse de Joigny.
Elle se rend rapidement compte qu'elle ne pourra avoir d'enfants, aussi se livre-t-elle entièrement aux bonnes œuvres.
En 1330, elle fonde l'hôpital de Tous les Saints à Joigny. Elle meurt peu après la fin de sa construction et s'y fait inhumer devant le grand autel de l'église.
En 1336, à la mort de la comtesse, le comté revient au cousin de Jeanne, Simon de Sainte-Croix (fils de Jeanne de Joigny (fille de Guillaume III de Joigny) et de Guillaume d'Antigny, seigneur de Sainte-Croix). Mais celui-ci ne prend possession du comté que pour confirmer aux habitants de Joigny les privilèges accordés par ses prédécesseurs avant de céder tous ces droits, moyennant dédommagement, à Charles de Valois, veuf de la comtesse Jeanne.
En 1337, ce dernier échange le comté de Joigny contre d'autres seigneuries voisines de ses possessions de Champagne avec Jean de Noyers, fils puîné du maréchal Miles de Noyers.

## Mariage et enfants
Vers 1314, elle épouse Charles II d'Alençon, fils de Charles, comte de Valois, et donc frère du roi de France Philippe VI de Valois, et de Marguerite d'Anjou, mais elle n'a pas de postérité.
Une fois veuf, Charles II d'Alençon épouse en 1336 en secondes noces Marie de la Cerda, dite Marie d’Espagne, dame de Lunel, fille de Ferdinand II seigneur de La Cerda, et de Juana Núñez dite « la Palomilla ».

## Sources
- Marie Henry d'Arbois de Jubainville, Histoire des Ducs et Comtes de Champagne, 1865.
- L'abbé Carlier, Notice sur les comtes de Joigny, 1862.
- Ambroise Challe, Histoire de la ville et du comté de Joigny, 1882